# 开元街街道
开元街道，是中华人民共和国山西省临汾市霍州市下辖的一个乡镇级行政单位。

## 行政区划
开元街道下辖以下地区：
农贸社区、北涧河社区、赵家庄村、李诠庄村、东关村、东堡村和煤电集团局机关社区。